# En terapia (serie de televisión argentina)
En terapia es una serie de televisión unitaria argentina de la Televisión Pública. La serie dramática recrea y se sumerge en una de las prácticas habituales de la sociedad moderna: las sesiones de psicoanálisis. Es una adaptación de la serie dramática de origen israelí BeTipul (בטיפול, en hebreo: «BeTipul» - ‘en terapia’), creada por Hagai Levi con Ori Sivan y Nir Bergman. La serie original ha sido licenciada por Dori Media Contenidos para ser reversionada en 34 países del mundo, siendo la remake de HBO In treatment la versión más conocida de todas, y la que produjo un éxito mundial.
La versión argentina fue producida por Dori Media Contenidos (una división de Dori Media Group) en conjunto con la Televisión Pública, y dirigida por el cineasta Alejandro Maci, quien además la adaptó de manera conjunta con la guionista y escritora Esther Feldman. La adaptación incluye tanto a personajes y sus historias como a situaciones contextuales y de idiosincrasia de Argentina, a la vez que articula los formatos de cine, teatro y televisión orientados al público de la televisión nacional.
Es protagonizada en todas sus temporadas por Diego Peretti, siempre junto a un grupo de destacados actores. En la primera temporada los actores principales son Norma Aleandro, Julieta Cardinali, Germán Palacios, Ailín Salas, Dolores Fonzi y Leonardo Sbaraglia. La primera temporada de En terapia, consta de 45 capítulos de 30 minutos cada uno. Se comenzó a emitir el 14 de mayo de 2012 de lunes a viernes a las 22:30 (UTC -3) por la TV Pública Digital y finalizó el 13 de julio de 2012.
Luego de la buena aceptación obtenida por la primera temporada, la coproducción de la TV Pública Digital y Dori Media Contenidos firmó un acuerdo para realizar una segunda temporada de 40 capítulos, la cual se estrenó el 17 de junio de 2013, transmitiéndose de lunes a viernes a las 22:30 y finalizando el 9 de agosto de 2013. A la segunda temporada del programa se incorporaron figuras como Luisana Lopilato, Carla Peterson y Roberto Carnaghi.
En abril de 2014 se estrenó la tercera temporada y última temporada de la serie, transmitida nuevamente durante noviembre, una vez más por la TV Pública.
La serie se transmitió en Canal+ 1 y Canal+ 1 HD, de España, desde el 19 de noviembre de 2013, además de ser transmitida en Uruguay (Canal 10) y Colombia (Telemedellín TV). También se la pudo ver en toda América Latina por la red de cine y series por streaming de Internet Netflix.

## Personajes

### Primera temporada
Fue protagonizada por Diego Peretti, Julieta Cardinali, Germán Palacios, Ailín Salas, Dolores Fonzi, Leonardo Sbaraglia y la primera actriz Norma Aleandro. Coprotagonizada por Alejandra Flechner, Vera Spinetta, Ignacio Rogers y Octavio Flesca. También, contó con las actuaciones especiales de Nacho Gadano, Valeria Lorca y el primer actor Federico Luppi.

#### Sinopsis
En terapia es una serie que se centra en las sesiones de psicoanálisis del licenciado Guillermo Montes (Diego Peretti) a lo largo de su semana, mostrando en cada uno de sus episodios media hora de terapia con sus diversos pacientes.
Los días lunes trata a Marina Generis (Julieta Cardinali), una histérica de 30 años, quien, al comienzo de la serie, revela que está profundamente enamorada de él; los martes se enfocan en la terapia de Gastón Ramírez (Germán Palacios), un rígido policía del grupo GEOF (Grupo Especial de Operaciones Federales) que entra en una crisis de identidad que toca las relaciones con su familia y su identidad sexual; los miércoles siguen las sesiones de Clara Salinas (Ailín Salas), una bailarina clásica de 17 años que ingresa a terapia luego de un supuesto intento de suicidio, y es incapaz de confrontar a su padre por la relación tóxica que los une; los jueves es el turno del matrimonio de Ana Irigoyen (Dolores Fonzi) y Martín Pineda (Leonardo Sbaraglia), una pareja que comienza las sesiones por su desacuerdo ante la noticia de un embarazo que no saben si abortar o no, y cuyo tratamiento se complica debido a que no pueden mantener una conversación sin la confrontación permanente. Los viernes, Montes acude al consultorio de su supervisora y antigua docente Lucía Aranda (Norma Aleandro), a quien contacta luego de una pelea que mantuvieron hace años, cuando comienza a sufrir una crisis de la mediana edad: tocan en sus sesiones temas relacionados con su vocación profesional, su madurez, su matrimonio que comienza a desmoronarse, el alejamiento de sus tres hijos y sus sentimientos hacia la paciente Marina, que empiezan a confundirlo.

#### Protagonistas
- Diego Peretti como Guillermo Montes.
- Julieta Cardinali como la médica Marina Generis.
- Germán Palacios como el policía Gastón Ramírez.
- Ailín Salas como la bailarina Clara Salinas.
- Dolores Fonzi como Ana Irigoyen, esposa de Martín Pineda.
- Leonardo Sbaraglia como Martín Pineda, esposo de Ana Irigoyen.
- Norma Aleandro como Lucía Aranda, la psicoanalista supervisora de Guillermo Montes.

#### Elenco de reparto
- Federico Luppi como Jorge Ramírez, padre del policía Gastón Ramírez.
- Alejandra Flechner como Sabrina Montes, esposa del psicoanalista Guillermo Montes.
- Vera Spinetta como Catalina Montes, hija de Guillermo Montes.
- Ignacio Rogers como Camilo Montes, hijo de Guillermo Montes.
- Octavio Flesca como Benjamín "Benji" Montes, hijo de Guillermo Montes.
- Valeria Lorca como Silvina Salinas, madre de la bailarina Clara Salinas.
- Nacho Gadano como Gustavo Salinas, padre de la bailarina Clara Salinas.

### Segunda temporada
Fue protagonizada por Diego Peretti, Carla Peterson, Dolores Fonzi, Leonardo Sbaraglia, Gonzalo Slipak, Luisana Lopilato y los primeros actores Roberto Carnaghi y  Norma Aleandro. Coprotagonizada por Alejandra Flechner, Vera Spinetta y Guillermo Arengo. También, contó con las actuaciones especiales de Mercedes Morán, Verónica Llinás, Leonora Balcarce y el primer actor Federico Luppi.

#### Sinopsis
En la segunda temporada continúan las sesiones de psicoanálisis siguiendo la misma historia y línea argumental. Debido al suicidio de Gastón, su padre Jorge (Federico Luppi) decide denunciar a Guillermo por mala praxis, por lo que este recurre a una abogada para que se haga cargo de su defensa. La abogada, Juliana (Carla Peterson), comienza a hacer terapia los días lunes.
Los días martes, la sesión involucra a Ana, Martín y su hijo Maxi. Los dos primeros personajes ya habían participado en la primera temporada. En esta oportunidad la terapia se centra en el hijo de ambos, y en la maduración de la pareja tras el divorcio. Durante los miércoles, Guillermo atiende a José (Roberto Carnaghi), un empresario que se ve forzado a afrontar el paso del tiempo y el desastre ecológico que ha provocado la empresa que dirige. Los jueves conocemos a Valentina (Luisana Lopilato), una estudiante que tiene que enfrentar una terrible enfermedad. Los días viernes, Guillermo continúa sus sesiones con Lucía, su terapeuta y exprofesora.

#### Protagonistas
- Diego Peretti como Guillermo Montes.
- Carla Peterson como la abogada Juliana Rosso.
- Dolores Fonzi como Ana Irigoyen.
- Leonardo Sbaraglia como Martín Pineda.
- Gonzalo Slipak como Máximo Pineda, hijo de Martín Pineda y Ana Irigoyen.
- Roberto Carnaghi como el empresario José Rotztein.
- Luisana Lopilato como Valentina Guevara, estudiante enferma de cáncer.
- Norma Aleandro como Lucía Aranda.

#### Elenco de reparto
- Federico Luppi como Jorge Ramírez, padre de Gastón Ramírez.
- Mercedes Morán como Andrea Mendell, exnovia de Guillermo Montes.
- Vera Spinetta como Catalina Montes, hija de Guillermo Montes.
- Leonora Balcarce como Victoria Rotztein, hija del empresario José Rotztein.
- Guillermo Arengo como Federico Montes, hermano de Guillermo Montes.
- Alejandra Flechner como Sabrina Montes, exesposa de Guillermo Montes.
- Verónica Llinás como Mercedes Guevara, madre rosarina de Valentina Guevara.

### Tercera temporada

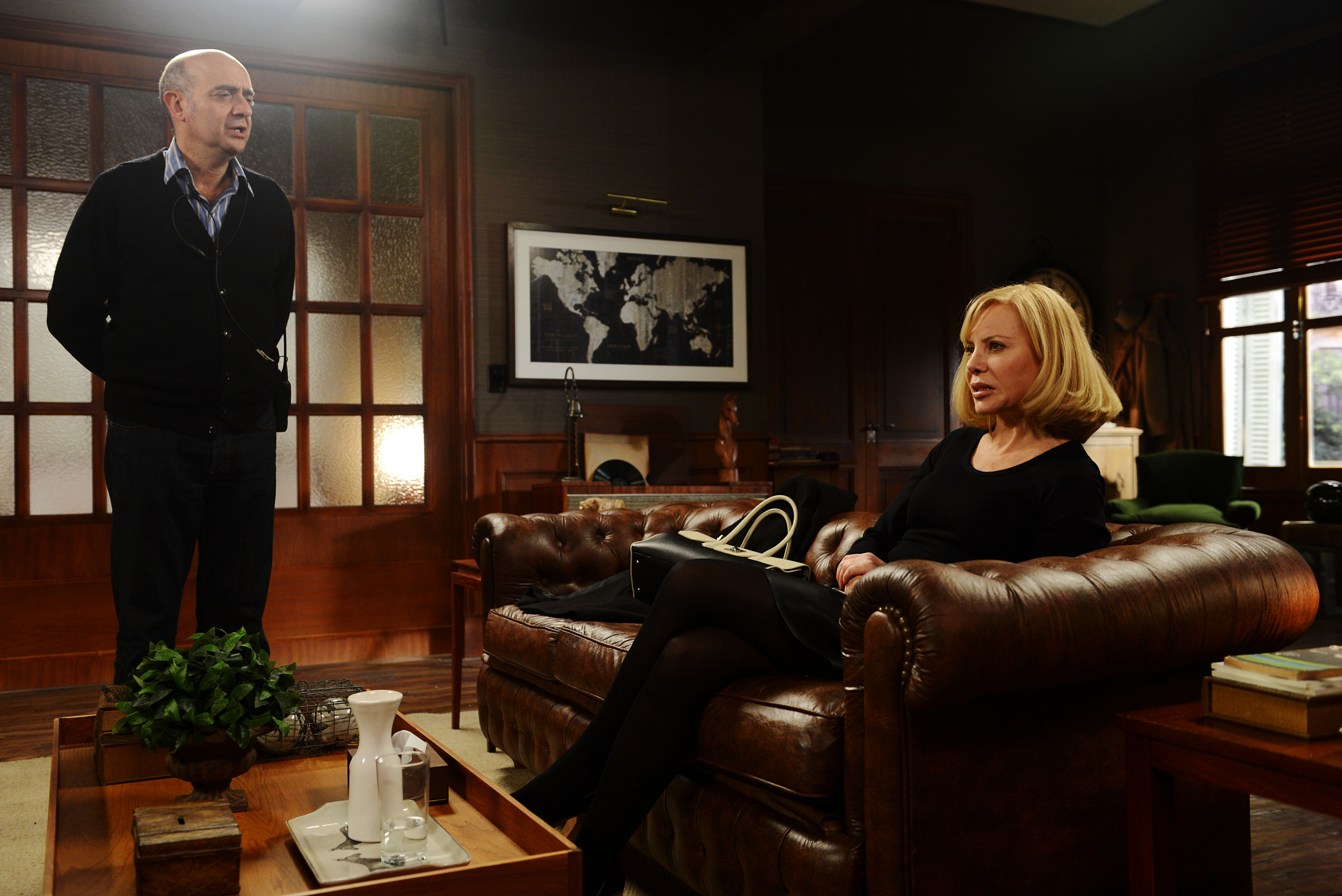
Cecilia Roth y Alejandro Maci en una escena de la serie.

Fue protagonizada por Diego Peretti, Cecilia Roth, Julieta Díaz, Santiago Magariños y el primer actor Darío Grandinetti. Coprotagonizada por Alejandra Flechner, Vera Spinetta, Octavio Flesca y Paula Morales. También, contó con las actuaciones especiales de Boy Olmi, Julieta Zylberberg, Martín Slipak, Florencia Torrente, María Onetto y Claudio Rissi.

#### Sinopsis
En esta tercera parte, la vida personal de Guillermo Montes entra en crisis, inicialmente por temor a estar sufriendo un principio de Parkinson, por lo que recurre al consultorio de Laura (Julieta Díaz) en busca de tratamiento psiquiátrico. Lo que al principio parece ser una relación distante y algo confrontantiva entre Laura y Guillermo va cambiando lentamente, y con el tiempo Guillermo desarrolla sentimientos de interés romántico por su doctora.
Por otra parte, los nuevos pacientes traerán al consultorio de Guillermo nuevas experiencias. Gabriela (Cecilia Roth) es una actriz de 51 años que sufre olvidos repentinos y está muy preocupada por su futuro personal y profesional. Carlos (Darío Grandinetti) es un hombre educado y religioso, proveniente del campo santafesino, quien ha perdido a su mujer recientemente y tuvo que mudarse a la casa de su hijo. Julián (Santiago Magariños) es un adolescente e hijo de padres adoptivos, con quienes parece no llevarse bien.

#### Protagonistas
- Diego Peretti como Guillermo Montes.
- Cecilia Roth como Gabriela Girat, actriz consagrada.
- Julieta Díaz como Laura Marquez, médica psiquiatra de Guillermo.
- Darío Grandinetti como Carlos, profesor jubilado.
- Santiago Magariños como Julián Angusi, estudiante.

#### Elenco de Reparto
- Vera Spinetta como Catalina Montes, hija de Guillermo Montes.
- Octavio Flesca como Benjamín "Benji" Montes, hijo de Guillermo Montes.
- Paula Morales como Cecilia, novia de Guillermo Montes.
- Boy Olmi como Juanjo, novio de la exmujer de Guillermo Montes.
- Julieta Zylberberg como Nancy, nuera de Carlos.
- Martín Slipak como Jesús Andrés, hijo de Carlos.
- Florencia Torrente como Francisca "Frani" Gutiérrez, hija de Gabriela.
- María Onetto como Marisa Angusi, madre adoptiva de Julián.
- Claudio Rissi como Roberto Angusi, padre adoptivo de Julián.
- Pablo Ini como Sergio, paciente de Guillermo
- Paula Sartor como una paciente de Guillermo con anorexia
- Miguel Dao como un médico que atiende a Guillermo

## Críticas
La serie tuvo críticas positivas de toda la prensa escrita en papel y digital de la Argentina. El diario Clarín destacó su estilo, considerándola una «heredera» de Situación límite (1984) y Atreverse (1990).
El diario La Nación le dedicó una calificación «muy buena» (cuatro estrellas, de cinco) y elogió «la contundencia con que están armados los caracteres de los personajes que intervienen en la historia, la riqueza de la trama que van develando las charlas en el consultorio (se enriquecen con referencias a otros personajes que no aparecen en pantalla) en la cual se tejen las relaciones entre ellos, la certeza de los diálogos que dan cuenta de estas charlas y la estructura de cada episodio y del devenir de la serie en general que administra la intriga -además de los giros, la emoción y el humor- consiguen que la imaginación del televidente se convierta en un asistente de lujo para esa cámara de interiores y haga que la historia cobre vida, variedad y dinamismo trascendiendo los límites de la unidad de lugar que supuestamente plantea la serie».
El diario Tiempo Argentino puso de relieve que «en las antípodas de las producciones locales que apelan a la edición musical para aguijonear la emoción del espectador, aquí el silencio permite recuperar el «ruido» de la vida real. Al cabo, esa sequedad sonora robustece la naturaleza dramática de la escena psicoanalítica y, en el espectador, la «sensación» de estar espiando un evento que, naturalmente, le está vedado», aunque marcó que «el punto vulnerable de En terapia es la compaginación, que en algunos episodios revela incongruencias de continuidad».
La revista Noticias de la Semana le dio cinco estrellas y directamente la calificó como «una ficción impecable, muy bien escrita y adaptada y con actuaciones antológicas que elevan el nivel de la ficción diaria muy por encima de los estándares habituales».
El diario Página/12 marcó que «volver a las herramientas más básicas resulta una novedad que vale la pena celebrar», y esta es «la clave del atractivo de En terapia», destacando la organización de la serie en sesiones independientes que se pueden seguir con libertad como una «novedad que la serie introduce en la TV argentina, además de otorgarle un sentido práctico, le imprime a la ficción una flexibilidad necesaria en tiempos de amplio acceso a consumos culturales». Concluye que la serie puso nuevamente en relieve «la belleza y potencia que puede alcanzar un buen diálogo para conmover la sensibilidad del otro».
Como consecuencia de su relativa popularidad ―particularmente en sectores de clase media―, varios medios hablaron de En terapia desde sus secciones de psicología y de sociedad.
La Revista Ñ (suplemento del diario Clarín) trató la temática de los problemas éticos de la disciplina con la dignidad del paciente, y el diario La Nación consultó a varios psicoanalistas sobre la manera en que la serie había surgido como tema de comparación por parte de varios de sus pacientes, y su opinión sobre la verosimilitud de las sesiones mostradas.

## Audiencia
En su primer capítulo, promedió 4.2 puntos (según IBOPE), es decir que tuvo un buen debut con respecto a otras ficciones de la TV Pública. En terapia logró convencer al público y supo mantenerse con muy buena audiencia y fue toda una revelación en la televisión argentina. En la segunda temporada logró cosechar un promedio de 2,9. En la tercera el promedio se mantuvo también muy alto para la emisora, entre los 2 y los 4 puntos.

## Premios y nominaciones
| Año  | Premio                 | Categoría                             | Nominados                       | Resultado | Ref.   |
| ---- | ---------------------- | ------------------------------------- | ------------------------------- | --------- | ------ |
| 2012 | Premios Nuevas Miradas | Serie de ficción                      | En terapia                      | Nominado  |        |
| 2012 | Premios Tato           | Programa del año                      | En terapia                      | Nominado  | [ 14 ] |
| 2012 | Premios Tato           | Ficción diaria                        | En terapia                      | Nominado  | [ 14 ] |
| 2012 | Premios Tato           | Producción en ficción                 | En terapia                      | Nominado  | [ 14 ] |
| 2012 | Premios Tato           | Mejor actor en ficción diaria         | Germán Palacios                 | Nominado  | [ 14 ] |
| 2012 | Premios Tato           | Mejor actor en ficción diaria         | Diego Peretti                   | Nominado  | [ 14 ] |
| 2012 | Premios Tato           | Mejor actor en ficción diaria         | Leonardo Sbaraglia              | Nominado  | [ 14 ] |
| 2012 | Premios Tato           | Mejor actriz en ficción diaria        | Norma Aleandro                  | Nominada  | [ 14 ] |
| 2012 | Premios Tato           | Mejor actriz en ficción diaria        | Julieta Cardinali               | Nominada  | [ 14 ] |
| 2012 | Premios Tato           | Mejor actriz en ficción diaria        | Dolores Fonzi                   | Nominada  | [ 14 ] |
| 2012 | Premios Tato           | Mejor arte e imagen en ficción        | Miguel Abal y Tomás Garrahan    | Nominados | [ 14 ] |
| 2013 | Premios Martín Fierro  | Mejor unitario                        | En terapia                      | Ganador   |        |
| 2013 | Premios Martín Fierro  | Mejor actor de unitario y/o miniserie | Diego Peretti                   | Nominado  |        |
| 2013 | Premios Martín Fierro  | Mejor actor de reparto                | Leonardo Sbaraglia              | Ganador   |        |
| 2013 | Premios Martín Fierro  | Mejor actriz de reparto               | Norma Aleandro                  | Nominada  |        |
| 2013 | Premios Martín Fierro  | Revelación                            | Ailín Salas                     | Nominada  |        |
| 2013 | Premios Martín Fierro  | Mejor autor/libretista                | Esther Feldman y Alejandro Maci | Nominado  |        |
| 2013 | Premios Tato           | Ficción diaria                        | En terapia                      | Nominada  | [ 15 ] |
| 2013 | Premios Tato           | Dirección de ficción                  | Alejandro Maci                  | Nominado  | [ 15 ] |
| 2013 | Premios Tato           | Actor protagónico en drama            | Diego Peretti                   | Nominado  | [ 15 ] |
| 2013 | Premios Tato           | Actriz protagónica en drama           | Norma Aleandro                  | Ganadora  | [ 15 ] |
| 2013 | Premios Tato           | Actriz protagónica en drama           | Luisana Lopilato                | Nominada  | [ 15 ] |
| 2013 | Premios Tato           | Guion de ficción                      | Esther Feldman y Alejandro Maci | Ganadores | [ 15 ] |
| 2013 | Premios Tato           | Dirección de arte en ficción          | En terapia                      | Ganador   | [ 15 ] |
| 2013 | Premios Tato           | Dirección de fotografía en ficción    | En terapia                      | Nominado  | [ 15 ] |
| 2013 | Premios Tato           | Edición en ficción                    | En terapia                      | Ganador   | [ 15 ] |
| 2013 | Premios Tato           | Casting en ficción                    | En terapia                      | Nominado  | [ 15 ] |
| 2014 | Premios Martín Fierro  | Mejor unitario y/o miniserie          | En terapia                      | Ganador   |        |
| 2014 | Premios Martín Fierro  | Mejor director                        | Alejandro Maci                  | Nominado  |        |
| 2014 | Premios Martín Fierro  | Mejor actor de unitario y/o miniserie | Diego Peretti                   | Ganador   |        |
| 2014 | Premios Martín Fierro  | Mejor actor de reparto                | Roberto Carnaghi                | Ganador   |        |
| 2014 | Premios Martín Fierro  | Mejor actriz de reparto               | Norma Aleandro                  | Nominada  |        |
| 2014 | Premios Martín Fierro  | Mejor actriz de reparto               | Luisana Lopilato                | Nominada  |        |
| 2014 | Premios Martín Fierro  | Mejor autor y/o libretista            | Alejandro Maci y Esther Feldman | Nominados |        |
| 2014 | Premios Martín Fierro  | Revelación                            | Gonzalo Slipak                  | Nominado  |        |
| 2015 | Premios Martín Fierro  | Mejor unitario y/o miniserie          | En terapia                      | Nominado  | [ 16 ] |
| 2015 | Premios Martín Fierro  | Mejor actor de unitario y/o miniserie | Diego Peretti                   | Ganador   | [ 16 ] |
| 2015 | Premios Martín Fierro  | Mejor actor de reparto                | Darío Grandinetti               | Nominado  | [ 16 ] |
| 2015 | Premios Martín Fierro  | Mejor actriz de reparto               | Julieta Díaz                    | Ganador   | [ 16 ] |
| 2015 | Premios Martín Fierro  | Revelación                            | Santiago Magariños              | Nominado  | [ 16 ] |